# Danius
Danius era um rei legendário dos Britânicos, segundo Geoffrey de Monmouth. Era filho de Sisillius II, foi o sucessor do seu irmão Kinarius e foi sucedido por Morvidus, seu filho com a concubina Tangustela